# Лягушка-голиаф
Лягу́шка-голиа́ф (лат. Conraua goliath) — вид бесхвостых земноводных из семейства Conrauidae, крупнейшая из современных лягушек. Обитает в юго-западном Камеруне и Экваториальной Гвинее (наличие в Габоне предполагается, но не подтверждено).

## Описание
Самая большая лягушка в мире — длина тела лягушки-голиаф может достигать 32 см, вместе с задними лапами — 81—90 см, а масса — до 3,3 кг. И. И. Акимушкин указывает на поимку одной особи в Анголе с длиной тела в 40 см, с шириной в 24 см и весом около 5 кг.
Самка немного больше самца. Кожа на спине морщинистая, зеленовато-коричневая, брюшко и внутренняя сторона лап желтоватые или беловатые.

## Образ жизни
Животное обитает в водопадах быстрых и полноводных тропических рек. В отличие от некоторых представителей своего рода, не брезгующих болотом, лягушка-голиаф любит, чтобы вода была кристально чистой, полной кислорода. Температура воды — 16—22 градусов Цельсия. Необходима высокая влажность, поэтому голиаф избегает мест, сильно освещённых солнцем. Взрослые особи лягушки-голиаф, как правило, ведут ночной образ жизни. Иногда взрослые животные могут греться на камнях в течение дня. Взрослые земноводные очень осторожны и пугливы, подобраться к ним трудно, они обладают хорошим зрением и быстро замечают всё, что передвигается вокруг на расстоянии 40 метров и более. В случае опасности амфибия прыгает обычно одним прыжком в воду. Иногда лягушка совершает много — шесть-семь прыжков. Длина прыжка — 3—3,5 метров.

## Питание
Питается лягушка-голиаф в основном насекомыми и пауками, поедает мелких лягушек, рачков, червей, небольших змей, ящериц, птиц и другую живность, схватывая её быстрыми движениями головы или совершая резкие прыжки. Как и другие лягушки, голиаф захватывает добычу языком и челюстями, слегка сдавливает её и проглатывает целиком.

## Размножение
Размножается лягушка-голиаф во время сухого сезона. Самка лягушки откладывает на камни за 5-6 дней более 10 тысяч яиц диаметром 5—6 мм. Самцы создают гнезда. В большинстве гнезд находится, как правило, от 150 до 350 яиц, но может быть гораздо больше — до 2800 яиц. Метаморфоз длится около 70 дней. При рождении головастик имеет длину до 8 мм, в возрасте 45 дней достигает максимального размера — 4,8 см, после этого хвост отпадает.

## Природоохранный статус
Лягушка-голиаф — исчезающий вид. С конца 80-х годов XX века до 2004 года популяция, по приблизительным оценкам, сократилась вдвое из-за употребления в пищу местным населением, вывоза за границу и уничтожения привычной среды обитания.

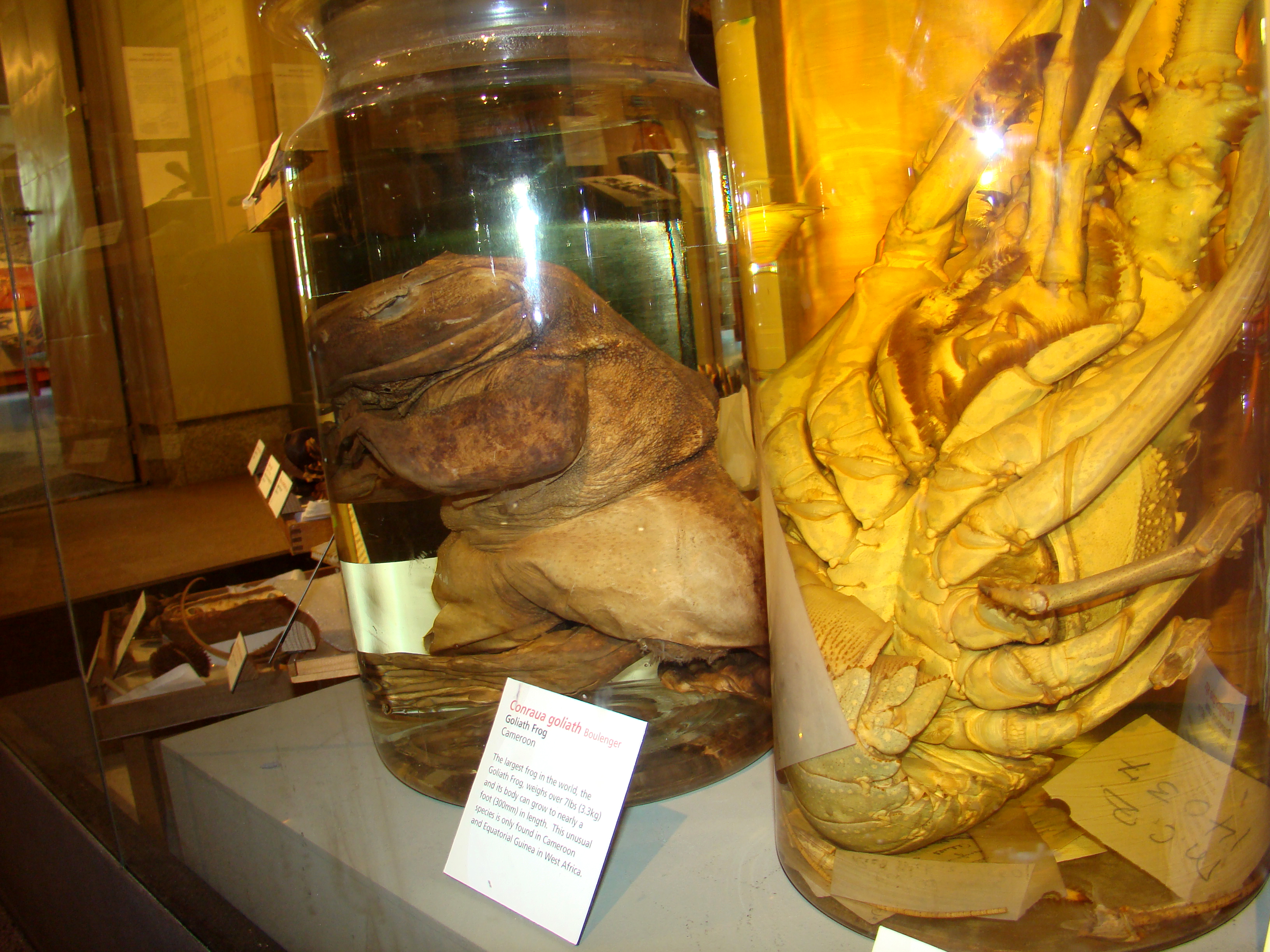
Законсервированный экземпляр лягушки — голиафа.

На лягушку-голиафа охотятся с помощью ядов, сетей и ловушек.